# Arvid Reinhold von Gardemein
Arvid Reinhold von Gardemein, född 6 januari 1723, död 15 augusti 1779, var en svensk militär.

## Bakgrund
Arvid Reinhold von Gardemein var son till Börje von Gardemein och dennes hustru Gustaviana Hård af Segerstad. Han blev 1736 volontär vid Adelsfanan. 1741 utnämndes han till korpral vid Östgöta kavalleriregemente men redan 1746 gick han i utländsk tjänst då han utnämndes till kornett vid det Sachsiska karbiniärgardet varifrån han 1749 tog avsked med löjtnants grad. 1750 gick han återigen i svensk tjänst och utnämndes nu till löjtnant vid Adelsfanan, befordrades till ryttmästare 1761 samt blev slutligen major 1769. von Gardemein tog avsked 1771. År 1769 utnämndes han till riddare av Svärdsorden.

### Familj
von Gardemein gifte sig 23 oktober 1752 på Ed med Christina Catharina Grund (1738–1779), dotter till fänriken Otto Grund och Hedvig Sofia Ekerman. De fick tillsammans barnen Birger Leonard von Gardemein (född 1753) och Magdalena Catharina von Gardemein (1754–1783) som var gift med lagmannen Leonard Henrik Rääf i Småland.